# Associação Fonográfica Portuguesa
Associação Fonográfica Portuguesa (AFP) är skivindustrins organisation i Portugal. Den bildades  1989, och efterträdde GPPFV och UNEVA.
AFP representerar Portugal i International Federation of the Phonographic Industry (IFPI). AFP består av de större skivbolagen på den portugisiska marknaden, vilka utgör 95% av den totala marknaden.
Sedan startan 1989 har man publicerat marknadsinformation för många studenter, på olika utbildningsstadier. Programmet Top + i RTP1 är en lista som presenteras varje vecka, i samarbete mellan AFP och RTP, och är Portugals äldsta TV-lista.

## Skivlistor
En portugisisk singellista existerade mellan juli år 2000 och 2 mars 2004. Fram till 1994 publicerades en singellista av Associação Fonográfica Portuguesa. Listan var baserad på bland annat statistik från försäljarna.

## Cerfificeringar
Album och singlar
- Guld: 10 000
- Platina: 20 000

Musik-DVD
- Guld: 4 000
- Platina: 8 000